# Pentametrocrinus australis
Pentametrocrinus australis is een haarster uit de familie Pentametrocrinidae.
De wetenschappelijke naam van de soort werd in 1977 gepubliceerd door Donald George McKnight.